# Cis minimus
Cis minimus là một loài bọ cánh cứng trong họ Ciidae. Loài này được Montrouzier miêu tả khoa học năm 1861.